# 罗平镇
罗平镇，是中华人民共和国广东省云浮市罗定市下辖的一个乡镇级行政单位。

## 行政区划
罗平镇下辖以下地区：
罗平社区、古莲冲村、古勇村、望天村、罗周围村、围头村、双莲村、竹围村、办塘村、泗盆村、潭阳村、平垌村、牛路村、乌龙村、沙头村、营下村、塘屋村、新村、新光村、潭东村、潭西村、黄牛木村、潭北村和山田村。